# 팀 켈러허

팀 켈러허(Tim Kelleher, 2000년 1월 1일 ~ )는 미국의 각본가, 연극 배우, 영화배우, 텔레비전 배우이다.
브롱크스에서 태어났다.

## 영화
- 그루지 매치 (2013년)